# Colleen Dewhurst
Colleen Rose Dewhurst (ur. 3 czerwca 1924 w Montrealu, zm. 22 sierpnia 1991 w Nowym Jorku) – kanadyjsko-amerykańska aktorka teatralna, telewizyjna i filmowa. Przez jakiś czas określana była jako „Królowa off-Broadwayu”. Nazwana „matriarchinią Broadwayu” (ang.: „The Matriarch of Broadway”) przez magazyn „Time” za sceniczne role silnych kobiet, laureatka czterech nagród Emmy i dwóch Tony Award, w latach 1985-91 pełniła funkcję prezesa Actors Equity.

## Życiorys

### Wczesne lata
Urodziła się w Montrealu, w prowincji Quebec, jako córka gospodyni domowej Frances Marie (z domu Woods) i Ferdinanda Augustusa „Freda” Dewhursta. Była jedynaczką. Jej ojciec był właścicielem sieci sklepów cukierniczych, matka była słynną sportsmenką w Kanadzie, gdzie grała zawodowo w lidze futbolu kanadyjskiego Canadian Football League Ottawa Rough Riders. Przed rokiem 1940 jej rodzina otrzymała amerykańskie obywatelstwo. Jej matka wyznawała wiarę Stowarzyszenia Chrześcijańskiej Nauki, co przejęła także Colleen.
W 1928 lub 1929 roku przeniosła się do Massachusetts, przebywała też w Bostonie, Dorchester, Auburndale i West Newton. Później przeprowadziła się do Nowego Jorku, a potem do Whitefish Bay, w hrabstwie Milwaukee w stanie Wisconsin. W siódmej klasie była kapitanem drużyny baseballowej dziewcząt. Przez dwa lata uczęszczała do Whitefish Bay High School. Naukę kontynuowała w Shorewood High School, a ostatecznie w 1942 roku ukończyła Riverside High School w Milwaukee. W tym czasie jej rodzice rozstali się. Przez dwa lata uczęszczała do Milwaukee-Downer College, zanim wyjechała się do Nowego Jorku, gdzie w 1946 zadebiutowała w The Royal Family, będąc jeszcze studentką w American Academy of Dramatic Arts.

### Kariera
W 1952 pojawiła na Broadwayu jako sąsiadka w tragedii Eugene’a O’Neilla Pożądanie w cieniu wiązów (Desire Under the Elms) z Jocelyn Brando. W 1958 odebrała Theatre World Award za rolę Laetitii w spektaklu Dziecko mroku (Children of Darkness) na off-Broadwayu. Za rolę Mary Follet w sztuce All the Way Home w reż. Arthura Penna na Broadwayu otrzymała Tony Award (1961). Grała potem także w tragedii Christophera Marlowe'a Tamerlan Wielki (Tamburlaine the Great, 1956), komedii Williama Wycherleya Żona modna (The Country Wife, 1957–1958), dramacie Alberta Camusa Kaligula (Caligula, 1960) w reż. Sidneya Lumeta jako Cezonia. W 1963 na off-Broadwayu zdobyła Obie Award za postać Abbie Putnam w tragedii Eugene’a O’Neilla Pożądanie w cieniu wiązów (Desire Under the Elms). Kreacja Josie Hogan w przedstawieniu Eugene’a O’Neilla Księżyc dla nieszczęśliwych (A Moon for the Misbegotten) przyniosła jej Tony Award (1974). Spróbowała także swoich sił jako reżyserka teatralna Ned and Jack (1981) na nowojorskiej scenie Hudson Guild Theatre, później Little Theatre. W 1981 roku znalazła się w amerykańskiej sali teatralnych sław American Theater Hall of Fame.
Na szklany ekran trafiła po raz pierwszy w serialu Studio One (1957). Dwa lata potem zadebiutowała na kinowym ekranie w dramacie Freda Zinnemanna Historia zakonnicy (The Nun's Story, 1959) z Audrey Hepburn jako Archanioł Gabriel w sanatorium. Była obecna w dramacie kryminalnym Richarda Fleischera Ostatnia ucieczka (The Last Run, 1971) jako Monique. Kilkakrotnie spotkała się na planie filmowym z Johnem Wayne; w westernie Marka Rydella Kowboje (The Cowboys, 1972) czy dramacie kryminalnym Johna Sturgesa Samotny detektyw McQ (McQ, 1974). Grała biblijną postać Rebeki w telewizyjnym filmie ABC Michaela Cacoyannisa Historia Jakuba i Józefa (The Story of Jacob and Joseph, 1974). Była Panią Hall w komedii romantycznej Woody’ego Allena Annie Hall (1977). W sportowym filmie Zamki na lodzie (Ice Castles, 1978) zagrała trenerkę łyżwiarstwa figurowego Beulah Smith.
Po występie w thrillerze Kiedy dzwoni nieznajomy (1979) oraz tragikomedii Boba Clarka Haracz (Tribute, 1980) z Jackiem Lemmonem i Lee Remick, zaskarbiła sobie sympatię telewidzów jako Marilla Cuthbert w miniserialu CBC/Radio-Canada Ania z Zielonego Wzgórza (Anne of Green Gables, 1985) i potem Ania z Zielonego Wzgórza: Dalsze dzieje (Anne of Green Gables: The Sequel, 1987) wg Lucy Maud Montgomery z Megan Follows (jako Ania Shirley) i Jonathanem Crombie (Gilbert Blythe). W dramacie ABC Dwie kobiety (Between Two Women, 1986) stworzyła postać Barbary Petherton, trudnej teściowej Farrah Fawcett i matki Michaela Nouri, za którą została uhonorowana nagrodą Emmy. W thrillerze HBO Michaela Andersona Miecz Gideona (Sword of Gideon, 1986) z udziałem Stevena Bauera i Michaela Yorka wystąpiła jako Golda Meir. Kreacja Margaret Page w dramacie NBC Dlaczego nas opuściła? (Those She Left Behind, 1989) przyniosła jej nagrodę Emmy. W ekranizacji powieści Danielle Steel NBC Kalejdoskop (Kaleidoscope, 1990) u boku Jaclyn Smith i Perry’ego Kinga zagrała matkę zastępczą. Za rolę Avery Brown Sr. w sitcomie CBS Murphy Brown (1989–1990) zdobyła dwa razy nagrodę Emmy (1989, 1991).

### Życie prywatne
W 1947 poślubiła Jamesa Vickery'ego. W 1960 roku rozwiodła się i wyszła za mąż za aktora George’a C. Scotta, z którym miała dwóch synów: Alexandra (ur. 1960) i Campbella Whalena (ur. 19 lipca 1961 w Nowym Jorku), powszechnie znanego z roli chorego na białaczkę Victora Geddesa w melodramacie Joela Schumachera Za wcześnie umierać (Dying Young, 1991) z Julią Roberts. W czerwcu 1988 na Broadwayu w sztuce Zmierzch długiego dnia Colleen Dewhurst zagrała Mary Tyrone, a jej syn Campbell Scott wystąpił w roli Edmunda Tyrone'a, syna Mary.
W 1965 doszło do rozwodu, a 4 lipca 1967 ponownie wyszła za mąż za Scotta, lecz 2 lutego 1972 ponownie się z nim rozwiodła. Jej partnerem życiowym był producent teatralny Ken Marsolais. Latem jeździła na Wyspę Księcia Edwarda.
Zmarła 22 sierpnia 1991 w South Salem w hrabstwie Westchester w Nowym Jorku na raka szyjki macicy w wieku 67 lat.

## Filmografia
- 1991: Za wcześnie umierać jako Estelle Whittier
- 1991: Śniadanie do łóżka jako Ruth
- 1990: Wzgórze tajemnic jako Hepzibah
- 1990: Droga do Avonlea jako Maryla Cuthbert
- 1990: Kalejdoskop jako Margaret
- 1989-90: Murphy Brown jako Avery Brown Sr.
- 1989: Egzorcysta III
- 1989: Termini Station jako Molly Dushane
- 1989: Dlaczego nas opuściła? jako Margaret Page
- 1989: Moonlighting jako Betty Russell
- 1988: The Twilight Zone jako Alley Parker
- 1987: Zdążając do domu jako sędzia
- 1987: Wielka Stopa jako Gladys Samco
- 1987: Ania z Zielonego Wzgórza: Dalsze dzieje jako Maryla Cuthbert
- 1986: Chłopiec, który umiał latać jako pani Sherman
- 1986: Dwie kobiety jako Barbara Petherton
- 1986: Miecz Gideona jako Golda Meir
- 1986: Johnny Bull jako Marie Kovacs
- 1986: Bez zastrzeżeń jako pracownik w przytułku
- 1985: Ania z Zielonego Wzgórza jako Maryla Cuthbert
- 1984: You Can't Take It with You jako Olga Katrina
- 1983: Martwa strefa jako Henrietta Dodd
- 1983: Alizja z krainy czarów jako Czerwona Królowa
- 1981: A Few Days in Weasel Creek jako ciocia Cora
- 1980: Dar jako Gladys Petrelli
- 1980: Baby Comes Home jako Anna Kramer
- 1980: Guyana Tragedy: The Story of Jim Jones jako Myrtle Kennedy
- 1980: Ucieczka jako Lily Levinson
- 1980: Pokój kobiet jako Val
- 1979: Kiedy dzwoni nieznajomy jako Tracy
- 1979: Silent Victory: The Kitty O’Neil Story jako pani O’Neil
- 1979: And Baby Makes Six jako Anna Kramer
- 1979: Maryja i Józef jako Elżbieta
- 1978: Zamki na lodzie jako Beulah Smith
- 1978: The Third Walker jako Kate Maclean
- 1977: Annie Hall jako mama Annie
- 1975: A Moon for the Misbegotten jako Josie Hogan
- 1974: Samotny detektyw McQ jako Myra
- 1974: Historia Jakuba i Józefa jako Rebeka
- 1973: Legend in Granite jako Marie Lombardi
- 1972: Kowboje jako pani Kate Collingwood
- 1972: The Hands of Cormac Joyce jako Molly Joyce
- 1971: Ostatni bieg jako Monique
- 1971: The Price jako pani Franz
- 1967: The Crucible jako Elizabeth Proctor
- 1966: Przyjemne szaleństwo jako dr Vera Kropotkin
- 1962: Focus
- 1961: The Foxes
- 1960: Man on a String jako Helen Benson
- 1959: Historia zakonnicy
- 1958: Decoy jako Taffy
- 1958: Kraft Television Theatre